# Kertsch-Feodossijaer Operation

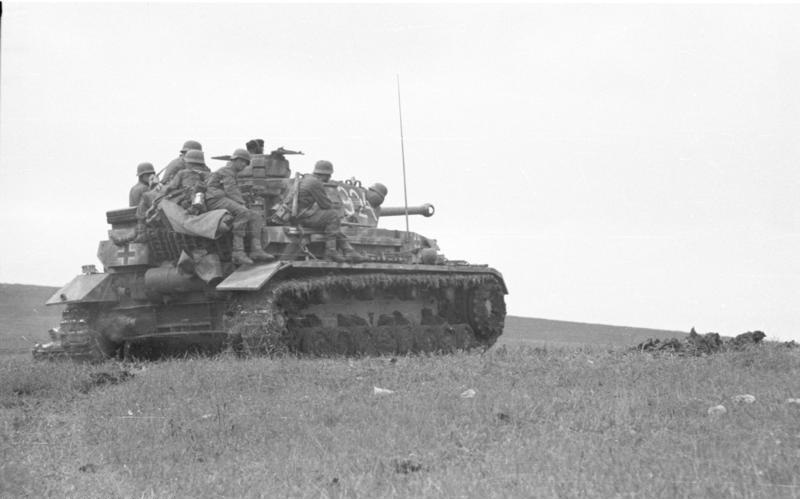
Deutscher Panzer IV und Infanterie während der Schlacht auf der Halbinsel Kertsch im Mai 1942

Die Kertsch-Feodossijaer Operation (russisch Керченско-Феодосийская десантная операция) war eine Operation der Roten Armee im Zweiten Weltkrieg, die vom 25. Dezember 1941 bis zum 2. Januar 1942 dauerte. Sie hatte zur Folge, dass die Halbinsel Kertsch auf der Krim kurzzeitig von sowjetischen Truppen zurückerobert werden konnte.
Die Kertsch-Feodossijaer Operation stellte die größte amphibische Operation der Roten Armee im Zweiten Weltkrieg dar.

## Vorgeschichte

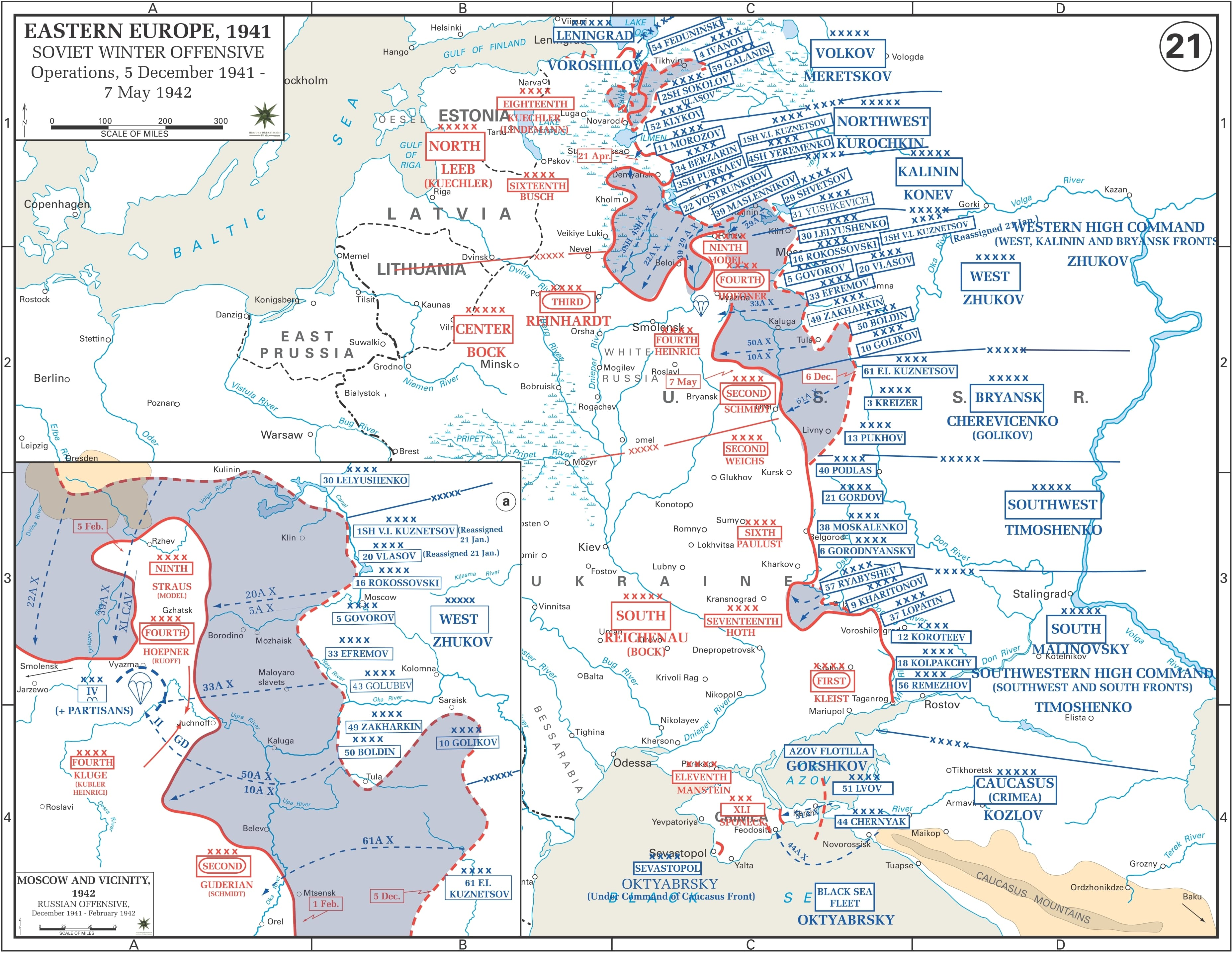
Sowjetische Gegenoffensive an der Ostfront im Winter 1941/42

Während der sowjetischen Gegenoffensive in der Schlacht um Moskau und in der Schlacht um Tichwin wurde die Situation in Sewastopol für die Rote Armee kritisch. Die deutsche 11. Armee unter dem Oberbefehl Erich von Mansteins kam bis auf etwa 6 km an die Stadt heran, sodass fast die ganze Stadt in Reichweite ihrer Artillerie lag. Am 7. Dezember befahl die Stawka, in zwei Wochen eine Operation zur Befreiung der Halbinsel Kertsch vorzubereiten und durchzuführen. Der Plan sah vor, gleichzeitig bei Kertsch und Feodossija Truppen abzusetzen, um die sich auf der Halbinsel Kertsch befindliche 46. Infanterie-Division (die zum XXXXII. Armeekorps unter General Graf Sponeck gehörte) zu zerschlagen. Laut den Ankündigungen sowjetischer Sender sollte Sewastopol entsetzt und danach die gesamte Krim zurückerobert werden. Erst nach der Vernichtung der 11. Armee auf der Krim im Jahr 1944 sollten die Kämpfe ein Ende haben.
Als Beginn der Operation war der 21. Dezember 1941 vorgesehen. Der Termin wurde aber wegen der schweren Lage in Sewastopol verschoben. Einige der für die Operation vorgesehenen Einheiten wurden als Verstärkung nach Sewastopol verlegt und mussten erst ersetzt werden. Damit hatten sich auch die Pläne verkompliziert. Jetzt sollte die Operation in drei Phasen durchgeführt und zusätzlich Luftlandetruppen abgesetzt werden.

## Truppenstärke

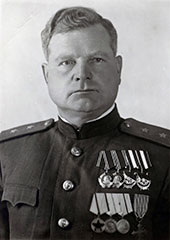
Dmitri Timofejewitsch Koslow

Der deutschen Seite stand auf der Halbinsel Kertsch nur die 46. Infanterie-Division zur Verteidigung zur Verfügung. Bei Feodossija standen ein Pionierbataillon, ein Panzerjägerbataillon sowie einige rumänische Küstenbatterien. Nach den ersten Landungen befahl das Oberkommando der Wehrmacht auch die um Simferopol stehende 4. rumänische Gebirgsbrigade und die 8. rumänische Kavalleriebrigade (diese sicherte die Ostküste der Krim) nach Feodossija. Die deutsch-rumänische Besatzung verfügte damit über eine Stärke von bis zu 25.000 Soldaten mit bis zu 180 Geschützen und 118 Panzern. Ab Anfang Januar 1942 wurde zusätzlich noch die letzte Regimentsgruppe der abmarschierenden 73. Infanterie-Division von Henitschesk auf Feodossija heranbefohlen.
Die sowjetische Truppen, welche für die Operation vorgesehen waren, bestanden aus acht Schützendivisionen, zwei Schützen- und zwei Marinebrigaden mit insgesamt 82.500 Mann. Dazu kamen 43 Panzer, 198 Geschütze und 256 Mörser. Die Schwarzmeerflotte unterstützte die Operation mit zwei Kreuzern, sechs Zerstörern, 52 Patrouillen- und Torpedobooten sowie etwa 170 Transportern.
- 44. Armee (Generalmajor A. N. Perwuschin) mit der 157., 236., 345. und 404. Schützen- und 9. und 63. Gebirgs-Division, sowie der 9. Marine-Brigade der Schwarzmeer-Flotte.
- 51. Armee (Generalleutnant W. N. Lwow) mit der 224., 302., 390. und 396. Schützendivision, 12. Schützenbrigade sowie der 83. Marine-Brigade.

## Verlauf

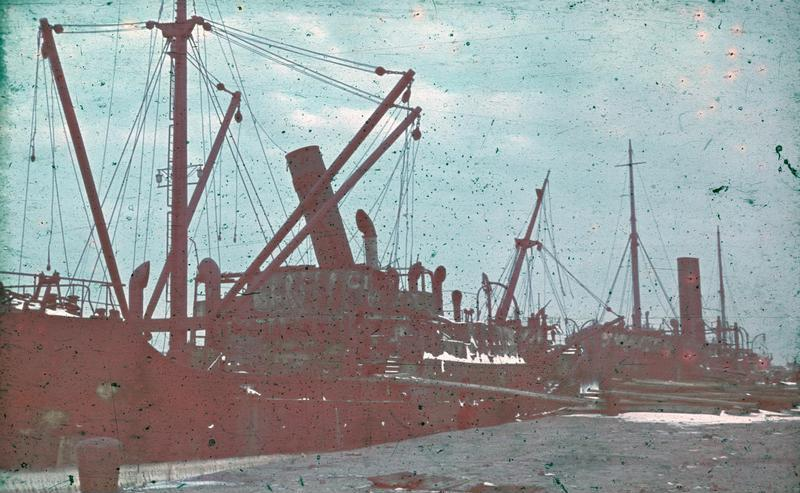
Deutsche Versorgungsschiffe im Hafen von Kertsch im Winter 1941

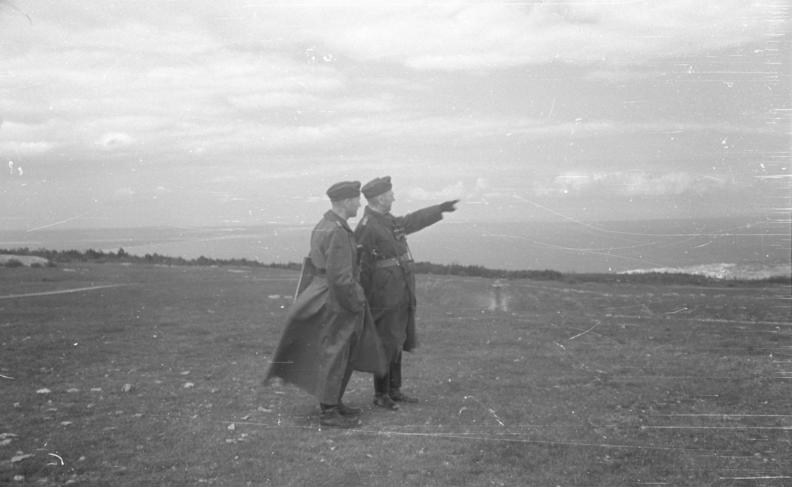
Oberstleutnant Hans von Ahlfen mit einem anderen Offizier bei Feodosia im Mai 1942.

### Landung bei Kertsch
Am 26. Dezember 1941 begann die Transkaukasusfront unter General D. T. Koslow ihre Operationen: Die Asow-Flottille unter Konteradmiral Gorschkow lief aus ihren Häfen Temrjuk und Kuchugury aus und landete Teile der 51. Armee an der nordöstlichen Küste der Halbinsel mit Schwerpunkt nördlich von Kertsch. Wegen schweren Seeganges konnten zunächst nur zwei schwache Gruppen bei Kap Zjuk und Kap Chroni gelandet werden. Bis zum 29. Dezember konnten in den Landungsköpfen bereits 5870 Mann versammelt werden, die bereits über 9 Panzer verfügen konnten. Auch südlich von Kertsch konnte Konteradmiral Frolow an vier Stellen zunächst 2170 Mann an Land bringen und bis 29. Dezember auf 9050 Mann verstärken.
Bis zum 30. Dezember gelang es der 46. Infanterie-Division, die sowjetischen Landeköpfe nördlich und südlich Kertsch größtenteils zu beseitigen.
Generaloberst von Manstein hielt den Angriff auf die Halbinsel Kertsch zunächst für ein Ablenkungsmanöver und ließ den am 17. Dezember begonnenen Angriff auf Sewastopol fortsetzen.

### Landung bei Feodossija
Für die deutsche Führung völlig unerwartet, landete ein Geschwader der Schwarzmeerflotte (Vizeadmiral F. S. Oktjabrski) in der Nacht des 29. Dezember weitere starke Truppenteile bei Feodossija. Unter dem Feuerschutz der Kreuzer Krasny Krym und Krasny Kavkaz sowie der Zerstörer Zeleznjakow, Schaumjan und Nezamoschnik wurden zunächst 4200 Mann der 44. Armee in mehreren Wellen an Land gebracht.
Die dort stationierten Kräfte der Wehrmacht hatten die Landungen wegen unzureichender Stärke nicht verhindern können; die rumänischen Verstärkungstruppen trafen erst im Verlaufe des Tages ein. In der folgenden Nacht trafen auf neun Transportern weitere 11.270 Mann der 63. Schützendivision im Hafen ein. Während der Landungen gaben die oben genannten Einheiten der Schwarzmeerflotte auf der Reede vor Feodossija ausreichend Feuerschutz. Es wurde noch deutscherseits ein Versuch unternommen, die bei Feodossija gelandeten sowjetischen Kräfte mit Hilfe der rumänischen Verbündeten zu zerschlagen, was jedoch misslang. In der Nacht des 31. Dezember wurde die 157. Schützendivision mit weiteren 6400 Mann gelandet und die Hafenstadt vollständig eingenommen.

### Räumung der Halbinsel Kertsch
General Graf von Sponeck befürchtete die drohende Abschneidung der 46. Infanterie-Division und befahl – entgegen einem nicht mehr erhaltenen Befehl des OKW – die vorsorgliche Räumung der Halbinsel Kertsch.
Nach der Einnahme von Feodossija und der Entdeckung der Massengräber des Massaker von Feodossija kam es zu Übergriffen auf gefangene deutsche Soldaten und Kollaborateure. Dafür wurden nach der Rückeroberung der Stadt durch die Wehrmacht Rotarmisten und diejenigen Juden, die sich während der ersten Besetzung hatten verstecken können, verantwortlich gemacht und ermordet.
Die 46. Infanterie-Division erreichte schließlich die Enge von Parpatsch, wenngleich sie dabei die meisten ihrer schweren Geschütze hatte zurücklassen müssen. Zudem war die Kampfkraft der Division stark herabgesetzt, da die Soldaten infolge des Gewaltmarsches erschöpft waren.
Nördlich von Feodossija wurden sowjetische Truppen durch rasch dorthin geworfene deutsche Einheiten zum Stehen gebracht, die bald darauf durch zwei aus dem Belagerungsring um Sewastopol abgezogene deutsche Divisionen (132. und 170. Infanterie-Division) verstärkt wurden.
Ab dem 2. Januar 1942 lagen sich Rote Armee und Wehrmacht in der Linie Kiet–Koktebel gegenüber. Die Operation war gescheitert und verschaffte auch den Belagerten in Sewastopol lediglich eine kurze Entlastung.

## Verluste und Folgen
Die Rote Armee eroberte die Halbinsel Kertsch zurück und verlor 42.000 Soldaten (32.500 Tote). Wegen des Zuführens von Truppen in Richtung Feodossija brach die Wehrmacht einen geplanten zweiten Angriff auf Sewastopol am 1. Januar 1942 ab. Am 5. Januar versuchten sowjetische Kräfte, im Hafen von Jewpatorija zu landen; gleichzeitig brach ein Aufstand in der Stadt aus. Nach zwei Tagen wurden sowohl der sowjetische Landungsversuch zurück- wie auch der Aufstand niedergeschlagen.
Am 15. Januar begann das deutsche XXXXII. und XXX. Armeekorps an der Parpatsch-Enge mit drei Divisionen die Gegenoffensive zur Rückeroberung der Halbinsel Kertsch.
Schließlich konnte die Stadt Feodossija am 18. Januar nach dreitägigem Kampf von der 72. Infanterie-Division zurückerobert werden. Die sowjetische 44. Armee (General Tschernjak) hatte dabei Verluste von 6700 Toten und Verwundeten sowie von 10600 Gefangenen.
Es kam zwar in den folgenden Monaten mehrmals zu Kampfhandlungen zwischen Roter Armee und Wehrmacht, es konnte jedoch keine Seite einen strategischen Erfolg erzielen. Erst im Mai 1942 wurde die Halbinsel Kertsch durch die Wehrmacht zurückerobert (Unternehmen Trappenjagd).

## Folgen für General von Sponeck
General von Sponeck ließ die Halbinsel Kertsch im Glauben räumen, dass die 46. Infanterie-Division durch die bei Feodossija gelandeten sowjetischen Kräften abgeschnitten werden würde. Die eigenmächtige Räumung der Halbinsel führte dazu, dass der Oberbefehlshaber der Heeresgruppe Süd, Generalfeldmarschall Walter von Reichenau, sämtliche Auszeichnungen der 46. Infanterie-Division sperren ließ. General Graf von Sponeck wurde in einem kriegsgerichtlichen Verfahren unter dem Vorsitz Hermann Görings zunächst zum Tode verurteilt. Diese Strafe wurde von Adolf Hitler in sechs Jahre Festungshaft (Germersheim) umgewandelt. Mehrfache Versuche der Rehabilitierung seitens Erich von Mansteins blieben erfolglos. Nach dem Kriegsende wurde bekannt, dass General Graf von Sponeck auf Befehl Himmlers nach dem 20. Juli 1944 erschossen worden war.